# Michel Giedrojć
 (novembre 2018).
Si vous disposez d'ouvrages ou d'articles de référence ou si vous connaissez des sites web de qualité traitant du thème abordé ici, merci de compléter l'article en donnant les références utiles à sa vérifiabilité et en les liant à la section « Notes et références ».
Michel Giedrojć (Giedraičiai, 1420 - Cracovie, 4 mai 1485), est un religieux lituanien de l'ordre des chanoines réguliers de la pénitence des martyrs vénéré comme bienheureux et dont le pape François confirme le culte le 7 novembre 2018.

## Biographie
Michal Giedrojć est né vers 1420 dans le grand-duché de Lituanie, issu d'une famille princière. D'une santé défaillante, il a peut-être eut une jambe plus grande que l'autre, ce qui aurait été cause de grandes douleurs. Pendant sa jeunesse il se préoccupe plus de servir sa paroisse que des réceptions mondaines. En 1460, il rejoint l'ordre de Saint-Augustin à Bystrzyca, où il demande à être admis comme frère convers, par humilité. Après son noviciat il est envoyé au couvent de Cracovie, ville dans laquelle il poursuit des études en théologie. Malgré son rang social d'origine et ses connaissances théologiques, il refuse toujours d'être ordonné prêtre, se sentant trop indigne d'une telle fonction.
Grand dévot de la Vierge Marie, il cultive surtout ses méditations sur la Passion du Christ. Il passe de longues heures en prière dans les églises, s'adonne un style de vie très austère et s'impose de très rude mortifications. Il est connu et recherché pour ses talents de prédicateur. Sa réputation est telle que les grands ecclésiastiques de son temps aime le fréquenter.
Épuisé par sa vie de privation et ses missions auprès du peuple, il meurt le 4 mai 1485, à genoux, en train de prier autour des autres religieux de son couvent. Son tombeau attire de nombreux pèlerins et toutes sortes de grâces et guérisons présumées sont rapportées.